# Juan Pablo Escobar
Pour les articles homonymes, voir Escobar.
Juan Pablo Escobar Lopez, né le 24 juin 1951 , est un ancien arbitre de football du Guatemala, qui a officié dans les années 1980 et 1990.

## Carrière
Il a officié dans des compétitions majeures : 
- Coupe du monde de football des moins de 16 ans 1989 (3 matchs dont la finale)
- Coupe du monde de football des moins de 20 ans 1991 (1 match)
- Gold Cup 1993 (1 match)